# Az Őrült, az Orvos, a Tanítványok és az Ördög
Az Őrült, az Orvos, a Tanítványok és az Ördög a Pintér Béla és társulata 2007. október 1-jén bemutatott darabja, amelyet a társulat névadója, Pintér Béla írt és rendezett. Zenéjét Darvas Ferenc szerezte.

## Cselekmény
|  | Alább a cselekmény részletei következnek! |

A Jézus-parafrázis főszereplője Máté Edina, a Szegedi Hittudományi Egyetem másodéves hallgatója, aki meglátja az emberiség jövőjét. Vízióit megosztja néhány emberrel, akik közül sokan a követőjének szegődnek. Végül elmegyógyintézetbe zárják, ahol a betegek megölik.
|  | Itt a vége a cselekmény részletezésének! |

## A bemutató szereposztása
| Szereplő      | Színész            |
| ------------- | ------------------ |
| Máté Edina    | Roszik Hella       |
| Máté Marika   | Enyedi Éva         |
| Máté József   | Quitt László       |
| Angyal Hajnal | Szalontay Tünde    |
| Hajdú László  | Thuróczy Szabolcs  |
| Bíró Melinda  | Szamosi Zsófia     |
| Olasz Botond  | Friedenthal Zoltán |
| Béla atya     | Pintér Béla        |